# Svárov (Boêmia Central)
Svárov é uma comunas checa localizada na região da Boêmia Central, distrito de Kladno.